# Marie Haps

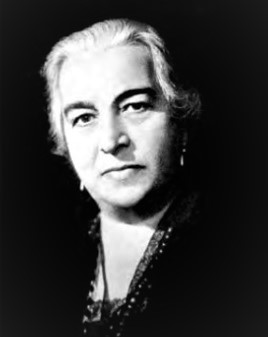
Marie Haps

Marie Julie Haps (* 29. April 1879 in Diekirch, Luxemburg; † 14. März 1939 in De Panne, Belgien) war eine belgische Philanthropin und Schuldirektorin. Sie gründete 1919 die École supérieure de jeunes filles (Hochschule für Mädchen, bis 2015 Institut Libre Marie Haps) in Brüssel und leitete diese bis 1938. Haps setzte sich ihr ganzes Leben für die Frauenbildung ein.

## Familie
Marie Haps entstammte der wohlhabenden katholischen Familie Frauenberg. Sie heiratete den belgischen Finanzier Joseph Haps (1867–1954) und wurde Mutter von vier Kindern. Ihre Tochter Simone Haps wurde Karmelitin und übernahm von 1939 bis 1961 die Leitung der Schule.

## Wirken
Nach Beginn des Ersten Weltkriegs richtete Marie Haps eine Suppenküche für arme katholische Frauen ein und gründete das Hilfswerk Œuvre de l’assistance discrète, das Lebensmittel an Bedürftige verteilte. Nach Kriegsende wurde mit den Spendengeldern ein Ferienheim für katholische Arbeiterfamilien in De Panne eröffnet.
Im ehemaligen Hôtel Beernaert gründete Haps im Oktober 1919 mit der Unterstützung von Paulin Ladeuze und Kardinal Mercier die École supérieure de jeunes filles, die Töchtern des gehobenen Bürgertums eine dreijährige Ausbildung gab. In den Jahren 1926 bis 1930 halbierte sich die Zahl der Schülerinnen auf etwa 100. Die Schule erhielt im November 1930 den Namen ihrer Gründerin.
Marie Haps übergab die Schulleitung im Juni 1938. Sie starb am 14. März 1939 in De Panne, wo sie ihre Herzprobleme kurieren wollte.
Zu ihren Schülerinnen gehörte Marie José von Belgien (1906–2001), 1946 für wenige Wochen letzte Königin von Italien. Die Schule wurde in den 1950er Jahren zur ersten Dolmetscherschule des Landes und 1963 für die Koedukation geöffnet. Die belgische Königin Mathilde d’Udekem d’Acoz studierte von 1991 bis 1994 Logopädie am Institut Libre Marie Haps. Das Institut gründete 1996 mit fünf Partnern die Haute École Léonard de Vinci (HE Vinci) in Brüssel. Unter deren Dach schlossen sich die Partnerinstitutionen am 1. Dezember 2015 zusammen. Der Master-Studiengang des Instituts erhielt 2014 das Gütezeichen für den Europäischen Master Übersetzen (EMT) der Europäischen Kommission.